# Zápřednice jedovatá
Zápřednice jedovatá (Cheiracanthium punctorium) je velký druh pavouka. Vyskytuje se zejména v jižní Evropě, původní však je i v teplejších oblastech Česka. Dokáže prokousnout lidskou kůži, nicméně nepředstavuje vážnou hrozbu. V poslední době v Česku dochází k jeho expanzi.

## Popis
Jedná se o největší druh zápřednice žijící na území Evropy. Dospělé samice měří bez končetin 10–15 mm, rozměry samců se pohybují mezi 7,5–12 mm. Obě pohlaví mají černý konec kusadel, jejich zbývající část společně s hlavohrudí jsou oranžovočervené až červené. Mají dlouhé, štíhlé nohy, první pár končetin je prodloužený. Končetiny jsou světle zelenavé, pouze na chodidlech se nacházejí šedé až černé skvrny.

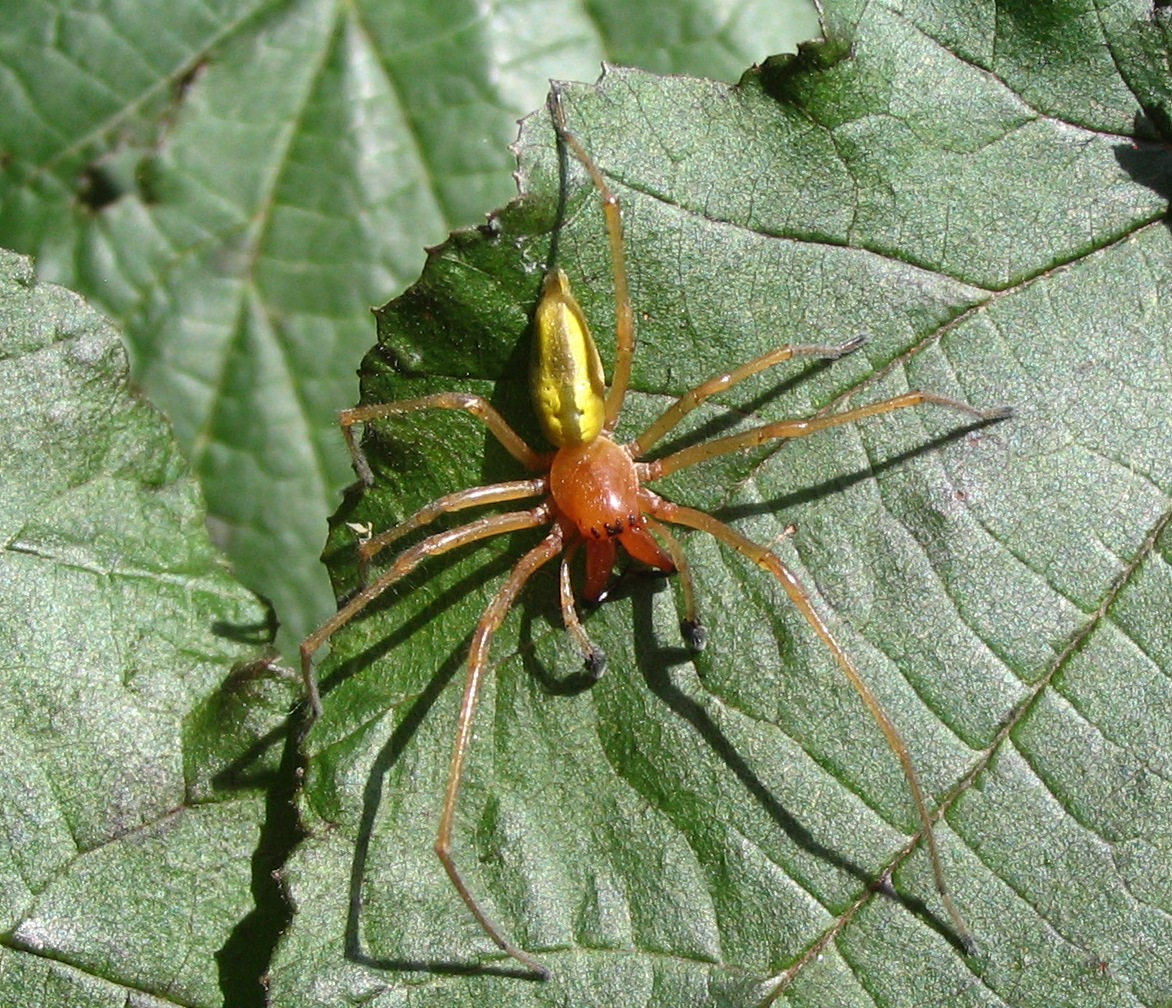
Samec je oproti samici štíhlejší a má mj. žlutě zbarvený zadeček.

Samci jsou štíhlejší než samice, mají oproti nim delší kusadla prohnutá vpřed a na makadlech se u nich nacházejí pohlavní orgány (bulby). Zadeček samců se vzadu zužuje. Má výstražné zbarvení, je navrchu šedý se dvěma žlutými pruhy po stranách. Zadeček samic má spíše maskovací (kryptické) zbarvení, je zelenavý a ve stáří se zbarvuje do béžovohněda.

## Možná záměna
V Evropě se vyskytuje 25 druhů zápřednic (Cheiracanthium). Zápřednice jedovatá se od ostatních evropských druhů makroskopicky liší velikostí, výstražným černo-červeným zbarvením hlavohrudi a žlutavým až zelenavým zadečkem. Druhy lze spolehlivě rozeznat mikroskopicky podle znaků na pohlavních orgánech.

## Rozšíření
Zápřednice jedovatá je teplomilný druh. Vyskytuje se v palearktické oblasti, od Evropy do střední Asie, běžná je v jižní Evropě. V rámci Česka žije v teplých oblastech (Polabí, střední a středozápadní Čechy, jižní Morava). Ve vhodných podmínkách se na jednom místě nachází velké množství jedinců.
Před rokem 2008 byla v Česku spíše vzácná, nyní dochází k jejímu rozšiřování. Podobně se v poslední době šíří např. křižák pruhovaný či slíďák tatarský. Toto šíření se často dává do souvislosti s oteplováním klimatu, ale mohou působit i další příčiny, zejména neobhospodařování luk.

## Způsob života a rozmnožování

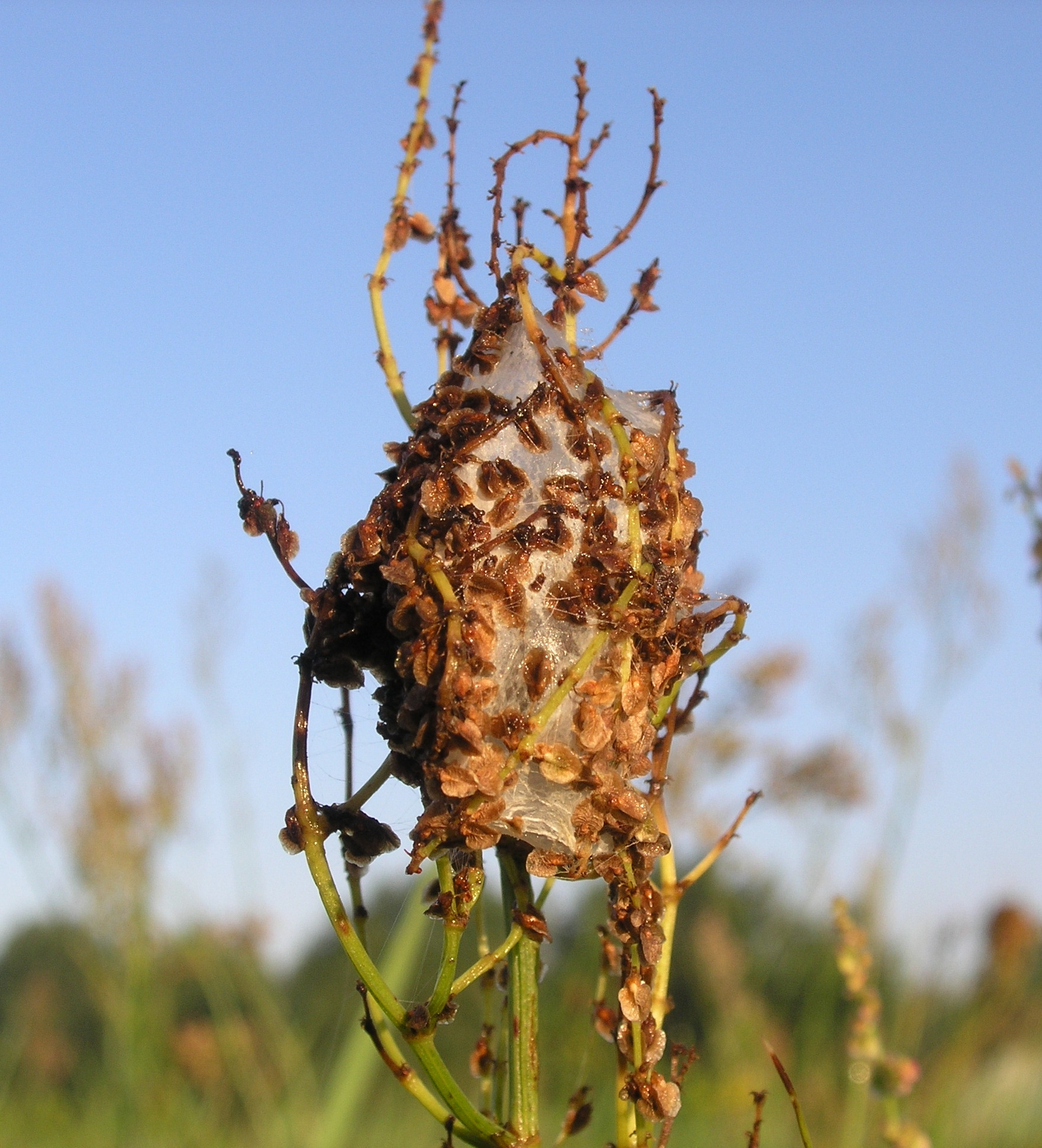
Zámotek zápřednice v plodenství šťovíku.

Zápřednice jedovatá žije na loukách, které jsou málo sečené či nesečené, na stráních, okrajích polí, v neobhospodařovaných sadech či mezi okraji vinic. Může se vyskytovat i na vlhkých loukách.
Jako další příslušníci rodu nestaví sítě k lovení kořisti. Přede si pavučinový zámotek na vrcholcích vegetace (odtud pochází její české rodové jméno). Využívá hlavně květenství třtiny křovištní, ale může si vybrat i ovsík, lipnice či různé miříkovité rostliny. Pavučinové úkryty používá k odpočinku, schovává se v nich v době po svlékání, ale také do nich klade vajíčka a stará se v nich o mláďata v počátečních stádiích vývoje. Zámotky dosahují až velikosti holubího vejce a jsou nápadné a snadno rozeznatelné. Na lokalitách zůstávají i přes zimu, na základě nich je tedy celoročně možné zjišťovat přítomnost druhu.
Zápřednice je aktivní v noci, kdy zámotky opouští a loví. Samci své zámotky opouštějí při hledání samiček a vydávají se do širšího okolí; najdou-li samičku blížíčí se pohlavní dospělosti, postaví si zámotek v její blízkosti.
K dospívání zápřednic ve střední Evropě dochází v průběhu července. Po svlečení samičky se samec prokouše do jejího zámotku a dojde ke kopulaci. Samci po páření hynou. Samice si koncem srpna vytvoří zámotek s kokonem, do kterého naklade vajíčka. Mláďata se líhnou 3–5 týdnů po nakladení vajíček, tedy v září či začátkem října. V zámotku zůstávají aspoň tři týdny, až do prvního svlékání. V tomto čase samice prakticky stále zůstává v úkrytu a mláďata chrání. V průběhu října prokouše kokon a mladé jedince tak vypustí. Poté se samici zmenšuje zadeček, což naznačuje, že v této době již neloví. Samice umírají koncem října či začátkem listopadu. Mláďata (nymfy) přezimují poblíž země v malých pavučinách na opadaném listí. Po vegetaci se začínají pohybovat v květnu. Jakmile jsou velká asi 5 mm, stavějí si své první zámotky. Když povyrostou, vytvoří si nový zámotek, do kterého se přestěhují.

## Jedovatost
Většina pavouků na území Česka je jedovatá, ovšem kvůli malým rozměrům drápků svých chelicer nedokážou prokousnout lidskou kůži. Zápřednice jedovatá je díky svým větším rozměrům schopná kůži probodnout. Brání se při ohrožení kokonu s vajíčky či v případě, že ji člověk zmáčkne. Jako ostatní pavouci, samovolně na člověka neútočí, pokud se necítí v ohrožení.
Kousnutí způsobuje intenzivní bolest (větší než v případě bodnutí blanokřídlým hmyzem), otok a případně pocení. Problémy může zmírnit chlazení postiženého místa. Následky kousnutí většinou do 24 hodin odezní. Předpokládá se, že kousnutí pro dospělého člověka nepředstavuje vážnou hrozbu. Na kousnutí pavoukem v Česku dosud nikdo nezemřel, na rozdíl od bodnutí včelou, vosou či sršní.